# La Loge-aux-Chèvres
La Loge-aux-Chèvres település Franciaországban, Aube megyében. Lakosainak száma 94 fő (2022. január 1.). La Loge-aux-Chèvres Champ-sur-Barse, Vendeuvre-sur-Barse és La Villeneuve-au-Chêne községekkel határos.

## Népesség
A település népessége az elmúlt években az alábbi módon változott:
| Lakosok száma | 69   | 69   | 67   | 78   | 85   | 87   | 84   | 91   | 95   | 94   |
|               | 1968 | 1982 | 1990 | 2006 | 2013 | 2015 | 2017 | 2019 | 2020 | 2022 |